# سعود بن سعيد المتحمي
سعود بن سعيد بن عبد العزيز المتحمي وزير الدولة السعودي السابق في الفترة (1424 هـ - 1435 هـ). ولد المتحمي عام 1378 هـ الموافق 1958م في قرية طبب شمال غرب أبها بمنطقة عسير.

## مؤهلاته العلمية
- أستاذ مشارك في علوم الحاسب الآلي والمعلوماتية كلية علوم الحاسب الآلي جامعة الملك سعود بالرياض
- الدكتوراه في علوم الحاسب الآلي من جامعة لندن بريطانيا 1411هـ
- الماجستير في علوم الحاسب الآلي والمعلوماتية من جامعة ولاية فلوريدا بالولايات المتحدة الأمريكية 1407هـ
- البكالوريوس رياضيات من جامعة الملك سعود بالمملكة العربية السعودية.[1]

## مناصبه
- معيد بقسم الرياضيات جامعة الملك سعود 1402 / 1407هـ .
- محاضر بقسم الرياضيات جامعة الملك سعود 1407 / 1411هـ .
- أستاذ مساعد بكلية علوم الحاسب الآلي والمعلومات جامعة الملك سعود 1411 / 1421هـ .
- أستاذ مشارك بكلية علوم الحاسب والمعلومات جامعة الملك سعود 1421هـ الوقت الحالي .
- مشرف بمركز الحاسب الآلي كلية التربية جامعة الملك سعود 1411 / 1421هـ .
- عضو هيئة تدريس كلية علوم الحاسب والمعلومات جامعة الملك سعود 1411هـ الوقت الحالي .
- رائد النشاط الثقافي والعلمي كلية علوم الحاسب جامعة الملك سعودد 1412 / 1415هـ .
- مدير مركز البحوث كلية علوم الحاسب جامعة الملك سعود 1412 / 1415هـ .
- أمين مجلس مركز البحوث بكلية علوم الحاسب جامعة الملك سعود 1412 / 1415هـ .
- رئيس قسم علوم الحاسب كلية علوم الحاسب جامعة الملك سعود 1412 / 1415هـ
- رئيس مجلس قسم علوم الحاسب بكلية علوم الحاسب جامعة الملك سعود 1412 / 1415هـ .
- نائب الرئيس / الشركة الدولية لهندسة النظم / برنامج التوازن الاقتصادي 1415 / 1418هـ .
- رئيس لجنة التقنية بمؤسسة عسير للصحافة والنشر 1418 / 1420هـ .
- نائب رئيس اللجنة التعليمية بمجلس الشورى 1419 / 1420هـ .
- نائب رئيس لجنة الخدمات والمرافق العامة بمجلس الشورى 1420 / 1421هـ .
- رئيس لجنة الخدمات والمرافق العامة بمجلس الشورى 1421 / 1422هـ .
- وزيراً للدولة وعضو بمجلس الوزراء لشؤون بمجلس الشورى 1424-1435.[1][2]
- أمين عام مؤسسة الملك عبد العزيز ورجاله للموهبة والابداع 1438هـ.

## المهام الاستشارية
- مستشار الحاسب والمعلوماتية بالمركز الطبي السعودي 1411 / 1412هـ.
- مستشار للهيئة الملكية للجبيل وينبع لتطوير خدمات الحاسب الآلي 1412 / 1413هـ.
- مستشار إمارة منطقة مكة المكرمة لتطوير خدمات الحاسب الآلي 1413 / 1414هـ.
- مستشار تصنيف وظائف الحاسب الآلي لديوان الخدمة المدنية 1413 / 1416هـ.
- مستشار مصلحة معاشات التقاعد لتطوير شبكة الحاسب الآلي 1414 / 1415هـ.
- مستشار الديوان العام للخدمة المدنية لتطوير نظام الارشيف الآلي 1415 / 1416هـ.
- مستشار وزارة المعارف لتطور الخطة الاستراتيجية لنظم المعلومات 1415 / 1416هـ.
- مستشار الدار السعودية للخدمات الاستشارية لقاعدة المعلومات الصناعية 1416 / 1417هـ.
- مستشار أرثر دى لتل لدراسات الحاسب والمعلوماتية 1417 / 1418هـ.
- مستشار الشركة الدولية لهندسة النظم نقل وتوطين التقنية الدفاعية المتقدمة 1418 / 1419هـ.
- مستشار امارة منطقة عسير لتطوير شبكة المعلومات داخل الامارة والمحافظات والمراكز 1421هـ.

## عضوياته
- عضو المجموعة المشتركة للتعاون البرلمانى المصرى السعودى 1420 / 1424هـ.
- عضو مجلس مركز البحوث بكلية علوم الحاسب بجامعة الملك سعود 1412 / 1415هـ.
- عضو مجلس كلية علوم الحاسب بجامعة الملك سعود 1412 / 1416هـ.
- عضو لجنة التطوير الاكاديمى بجامعة الملك سعود 1413 / 1415هـ.
- عضو لجنة تقييم وضع الحاسب في فروع جامعة الملك سعود 1413 / 1414هـ.
- عضو لجنة الاشراف على اعداد الخطة الخمسية السادسة لجامعة الملك سعود 1413 / 1415هـ.
- عضو مجلس الشورى 1418هـ/1424هـ.
- عضو مجلس إدارة مؤسسة عسير للصحافة والنشر 1418 / 1423هـ.
- عضو مجلس إدارة الهيئة العليا للسياحة (تغير مسماها لاحقا إلى الهيئة العامة للسياحة والتراث الوطني) 1421 / 1424هـ.
- عضو اللجنة التحضيرية للهيئة العليا للسياحة 1421 / 1424هـ.
- عضو المجموعة الاستشارية لتقنية المعلومات للهيئة العليا للسياحة 1422 / 1423هـ.
- عضو اللجنة الاقتصادية بمجلس الشورى 1421 / 1422هـ.
- عضو اللجنة التعليمية بمجلس الشورى 1422 / 1424هـ.
- عضو مجلس إدارة مؤسسة الملك عبد الله للأعمال الإنسانية. 1438هـ.
- عضو مجلس إدارة جامعة الملك عبد الله للعلوم والتقنية. 1438هـ.